# 佐世保市立小佐々小学校
佐世保市立小佐々小学校（させぼしりつ こさざしょうがっこう、Sasebo City Kosaza Elementary School）は、長崎県佐世保市小佐々町田原（たばる）にある公立小学校。

## 概要
歴史
1875年（明治8年）に「前川小学校」として創立。校名に小佐々が使用されるようになったのは1892年（明治25年）。2015年（平成27年）に創立140周年を迎えた。
学校教育目標
「かがやき小佐々」
校章
桜の花弁と笹の葉の絵を組み合わせたものを背景にして、中央に「小」の文字を置いている。
校歌
作詞は水口毅、作曲は菅沼義重による。歌詞は2番まであり、両番に校名の「小佐々小学校」が登場する。
校区
「長崎県佐世保市小佐々」の後に「黒石（くろいし）、小坂（こさか）、臼ノ浦（うすのうら）、田原、平原（ひらばる）、岳ノ木場（たけのこば）、西川内（にしかわうち）、葛籠（つづら）」が続く地域（小佐々東部地区）。中学校区は佐世保市立小佐々中学校。

## 沿革
前史
- 1874年（明治7年）11月14日 - 小笹村（小佐々村）に「小笹小学校」が開校。
- 1875年（明治8年）2月18日 - 隣村・佐々村にある志方小学校に統合される。
  - 訓導（教諭）の秋永桂蔵は小笹小学校・志方小学校の2校の訓導を兼任しており、郷里である鹿島への引き上げに際して2校同時運営が困難になり、志方小学校への統合を余儀なくされた。

正史
- 1875年（明治8年）10月15日[1] - 第五大学区第四中学区の小学校として「前川小学校」が開校。小佐々村田原免の久田勢一郎の寄付で校舎が設置される。初代校長は広川只七。児童数は男児3名のみ。
- 1881年（明治14年）-田原免字蔵下（現在地）に移転し、「公立中等前川小学校」に改称。
  - 現在鎮守神社は、小佐々小学校の東側、童子川の山腹にあるが当時は今の小学校所在地にあった。前川小学校はその鎮守神社の西側地域を占め境内は老樹と8寸以上の竹が生い茂っていた。
  - またこの当時は校地の裏手に小佐々役場があった。
- 1883年（明治16年）- 校地を拡張。
- 1884年（明治17年）- 楠泊免字谷に楠栖分校を設置。
- 1886年（明治19年）- 小学校令が施行される。
  - 9月 -「尋常前川小学校」に改称。尋常科（修業年限4年）を設置。楠栖分校が分離し、簡易楠栖小学校として独立。
  - この年 - 佐々村（現・佐々町立口石小学校校地）に長崎県第十三高等小学校が設置される。学区を柚木・大野・皆瀬・中里・山口（後の相浦地域）・俵ヶ浦・佐々・吉井・世知原・江迎・小佐々の11村としていた。各地の尋常小学校を修了した児童を対象としており、遠方の児童のために寄宿舎が設けられた。
- 1889年（明治22年）4月1日 - 町村制の施行により、小佐々村立の小学校となる。
- 1892年（明治25年）
  - 4月 - 「小佐々尋常小学校 」に改称。
  - 6月 - 長崎県第十三高等小学校が廃止され、佐々村とその周辺の村の計8村で学校組合を組織した上で「組合立口石高等小学校」が設置される。校地・校舎は第十三高等小学校のものを継承。
- 1898年（明治31年）- 校舎を増築。
  - 2月 - 組合立口石高等小学校が廃止され、高等小学校進学希望者は佐々村の佐々尋常高等小学校の高等科に通学することとなる。
- 1899年（明治32年）- 同村の楠栖尋常小学校に高等科が設置されたため、高等小学校進学希望者は、楠栖尋常高等小学校の高等科に通学することとなる。
- 1900年（明治33年）- 校地を拡張。
- 1908年（明治41年）4月1日 - 小学校令の改正により、義務教育年限（尋常科の修業年限）が4年から6年に延長されたため、尋常科5年を新設。
- 1909年（明治42年）4月1日 - 尋常科6年を新設。収容学年および児童数の増加により、鎮守神社拝殿の仮教室としての使用を開始。
- 1912年（明治45年）- 児童数の増加が続き、校地裏手の小佐々村役場の2階を教室として使用。
  - これにより鎮守神社拝殿の教室としての使用を終了する。
- 1913年（大正2年）- 更なる児童数の増加で施設の不足が深刻な問題となる。
  - この年 - 小佐々村役場の西川内免字大石への移転に伴い、旧役場の建物をすべて教室として使用。
  - 9月 - 鎮守神社を葛籠（つづら）免字童子川に移し、旧社地と校地を合併拡張。
- 1914年（大正3年）
  - 4月 - 高等科を併置し、「小佐々尋常高等小学校 」に改称（尋常科6年・高等科2年）。
  - 7月 - 木造2階建て校舎増築が完了。
- 1916年（大正5年）4月 - 「小佐々農業補習学校」を併置。
- 1921年（大正10年）4月 - 併置の農業補習学校が「小佐々実業補習学校」に改称。
- 1923年（大正12年）4月 - 高等科の修業年限を3年とする。
- 1924年（大正13年）- 2教室を増築。
- 1926年（大正15年）7月 - 併設の実業補習学校が青年訓練認定となる。
- 1928年（昭和3年）- 住友大瀬炭鉱開発により児童数が急増したため、木造2階建て8教室を建築。
- 1934年（昭和9年）4月1日 - 高等科の修業年限が2年に戻る。
- 1935年（昭和10年）6月 - 青年学校令の施行により、併設の実業補習学校が「小佐々青年学校」に改称。
- 1941年（昭和16年）4月1日 - 国民学校令の施行により、「小佐々村小佐々国民学校」に改称。尋常科を初等科に改める（初等科6年・高等科2年）。
- 1947年（昭和22年）
  - 4月1日 - 学制改革（六・三制の実施）が行われる。
    - 国民学校の初等科が改組され、「小佐々村立小佐々小学校」となる。
    - 国民学校の高等科と青年学校の普通科が改組され、「小佐々村立小佐々中学校」（新制中学校）が発足。
- 1950年（昭和25年）5月3日 - 町制施行により小佐々町が発足。これに伴い「小佐々町立小佐々小学校」に改称。
- 1952年（昭和27年）7月20日 - 西川内炭鉱からの寄付により、講堂が完成。
- 1955年（昭和30年）
  - 9月 - 前川を隔てた運動場に校舎を増築。
  - 10月 - 完全給食を開始。
- 1956年（昭和31年）
  - 2月 - 平原免岩下にヒノキ8,000本とスギ3,000本を植樹。
  - 10月 - 校舎を増築。
- 1958年（昭和33年）9月 - 小佐々川沿いに校舎を増築。
- 1959年（昭和34年）
  - 4月 -在籍児童数が最大の1,301名（25学級）を記録。
  - この年 - 小佐々川沿いの旧校舎を撤去して新たに2階建て校舎を建設。
- 1960年（昭和35年）4月 - 学区改定により、楠栖小学校から志多崎地区の児童が転入。
- 1961年（昭和36年）から1962年（昭和37年）まで
  - 1914年（大正3年）完成の木造2階建て校舎を解体し、鉄筋コンクリート造の校舎を建設。
- 1963年（昭和38年）- 1928年（昭和3年）完成の東側校舎（木造2階建て8教室）を売却。
- 2006年（平成18年）4月1日 - 市町村合併より、「佐世保市立小佐々小学校」（現校名）に改称。
- 2007年（平成19年）4月1日 - 2学期制を開始。
- 2014年（平成26年）1月 - 校舎の耐震工事が完了。
- 2015年（平成27年）4月 - 体育館の解体工事を開始。終了後、新体育館の建設を開始（予定）。

## アクセス
最寄りのバス停
- 西肥自動車（西肥バス）「田原」バス停

最寄りの国道・県道
- 長崎県道18号佐々鹿町江迎線
- 長崎県道139号佐世保鹿町線

## 周辺
- 小佐々郵便局
- 佐世保市立小佐々幼稚園
- JAながさき西海小佐々支店
- 本立寺
- つづらダム

## 関連事項
- 長崎県小学校一覧
- 佐世保市小学校一覧